# لورن گراهام

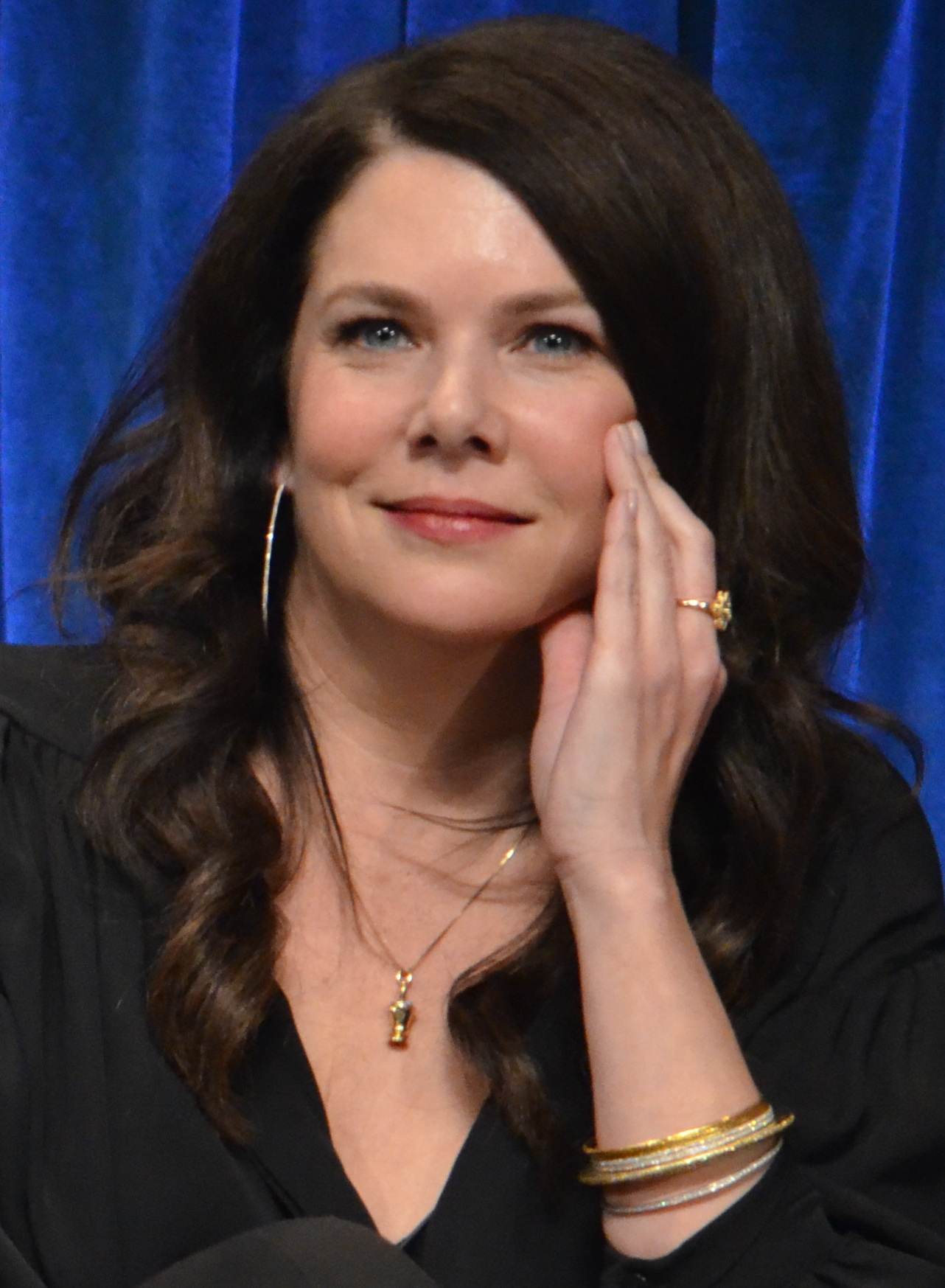

لورن هلن گراهام (انگلیسی: Lauren Helen Graham؛ زاده ۱۶ مارس ۱۹۶۷) یک هنرپیشه، تهیه‌کننده، رمان‌نویس اهل ایالات متحده آمریکا است. وی از سال ۱۹۹۵ میلادی تاکنون مشغول فعالیت بوده‌است.

## فیلم‌شناسی
از فیلم‌ها یا برنامه‌های تلویزیونی که وی در آن نقش داشته است می‌توان به آثار زیر اشاره کرد.
- ساینفلد (۱۹۹۷)
- یک چیز واقعی (۱۹۹۸)
- نوامبر شیرین (۲۰۰۱)
- مرد خانواده (۲۰۰۲)
- ایوان قادر مطلق (۲۰۰۷)
- برای اینکه من گفتم (۲۰۰۷)
- پرندگان آمریکا (۲۰۰۸)
- دختران گیلمور
- ابری با احتمال بارش کوفته قلقلی (۲۰۰۹)
- پروژه مد (۲۰۱۲)
- بدترین سال‌های زندگی‌ام (۲۰۱۶)